# 北海道からはじ○TV
『北海道からはじ○TV』（ほっかいどうからはじまるティーヴィー）は、北海道文化放送（uhb）で放送されていた情報番組。

## 概要
Yahoo! JAPANと北海道文化放送の共同制作による、北海道から始まりそうな様々な事を紹介する情報番組。ベッキーの芸能活動再開後初のレギュラーテレビ番組となった。ダイジェストと一部コーナーはGYAO!にて配信された。また、Twitter番組公式ハッシュタグ「#UHBはじまる」を用い週替わりのテーマでメッセージを募集し、寄せられたツイートは番組内やデータ放送で紹介された。
番組放送開始当初（2017年1月）から2017年6月までは生放送だったが、同年7月2日の放送からは撮って出しの収録放送だった。
レギュラー放送終了後の2018年3月20日19:00 - 20:54には『北海道からはじ○TV return 北海道命名150年 一夜限りの復活2時間生放送ゴールデンスペシャル』として特別番組を放送、番組全編をGYAO!にて同時配信した。千歳市民文化センター大ホール舞台にセットを組み放送し、ジュニアは京都で仕事の為20：15から参加。

## 出演者
MC
- 千原ジュニア
- ベッキー

サブMC
- 石井しおり（UHBアナウンサー）
- 福本義久（UHBアナウンサー、レポーター兼任）

レギュラー
- 石井雅子（レポーター）
- 廣岡俊光（UHBアナウンサー、「ファイターズツウへの道!」担当）
- 吉田雅英（UHBアナウンサー、「ファイターズツウへの道!」担当）

## 主なコーナー
はじ○LIVE
話題のスポットを中継で紹介する。主に石井雅子がレポートを担当。
はじ○グルメ
福本義久が今後流行するかもしれないグルメを紹介し、スタジオのジュニアとベッキーが「なまらはじ○」「そこそこはじ○」「はじまらなさそう」のいずれかの札を上げて評価する。
はじ○ハンティング
週替わりのテーマで新名物になりそうなグルメやスポットを発掘しVTRで紹介する。
村上臣からはじ○
Yahoo!JAPANのCMOである村上臣が最新の革新的な話題を紹介する。月1回放送。
まひろが行く!!
「芸人てんき予報」で千原ジュニアに気に入られ殿堂入りを果たした現役高校生芸人・リングリンデまひろが道内のスポットを回るロケ企画。
ファイターズツウへの道
北海道で番組MCをしているのに北海道日本ハムファイターズの知識がほぼないジュニアとベッキーに、uhbの男性アナウンサーが通なファイターズ情報として毎回一人の日本ハム選手をその選手のプレイに対して発したい「ツウな一言」とともに紹介する。
千原ジュニア 今日もひとり言→ベキゴロウとジュニアのひとり言
ジュニアが番組の最後に番組に寄せられたツイートを見ながら独り言を発する。

## 過去のコーナー
マリー♥ルウの開運相談室
すすきののスナック「七番館のマリー」のママである占いスピリチュアル・カウンセラー、マリー♥ルウによる誕生月占いコーナー。
芸人てんき予報
札幌吉本所属のお笑い芸人が生中継でアナウンスを担当する天気予報コーナー。予報パート後は、アナウンスした芸人が自己の芸をアピールしジュニアが次週の天気担当を継続かチェンジかの判定を行い、3週連続で継続判定が出されると「殿堂入り」として翌週スタジオ出演となる。「殿堂入り」を果たした芸人はすずらんとリングリンデまひろで、前述の通りリングリンデまひろは冠コーナーを持つに至った。このほか芸人による中継パート前にはYahoo!天気アプリの雨雲レーダー機能を用いて札幌市内と周辺の天気概況を伝える。

## 放送時間変更・休止
2017年
- 1月29日 : 『Nittoスポーツスペシャル 第36回大阪国際女子マラソン』のため同日16:00 - 17:25に繰り下げて30分拡大放送。
- 3月26日 : 諸般の事情により休止（該当時間帯は『ネプリーグ』再放送に差し替え）。
- 4月2日 : 春の115分スペシャルと題して、通常より1時間前倒しの115分拡大版（このため、通常12時台に放送している『ウチくる!?』は休止）として12:00 - 13:55に1時間55分の生放送を実施。GYAO!では13:40 - 14:10に番組の裏側を生配信し、14:10 - 16:05には番組全編の見逃しストリーミング配信が行われた。
- 4月23日 : 13:00 - 13:30に『映画「美女と野獣」公開記念特番 「美女と野獣」を見逃せない3つの理由』、13:35 - 15:00に『36th フジサンケイレディスクラシック最終日』放送のため休止。
- 8月27日 : 「北海道マラソン」放送のため、休止。

## 不祥事
- 2017年3月12日放送での飲食店紹介「はじ○ハンティング」のインタビューにおいて、現場スタッフが飲食店店員に客として答えさせる不適切演出があったことが3月27日に公表された。現場スタッフが取材した際に店に来店客がいなかったため、店員に依頼し店員を客としてインタビューに答えさせる形をとり、放送後に取材に立ち会ったUHB社員が「おかしい」と指摘し、UHBはBPOに3月24日に報告した[1][2]。